# 6-я воздушно-десантная бригада «Альмогаварес»
6-я воздушно-десантная бригада «Альмогаварес» (исп. Brigada "Almogávares" VI de Paracaidistas, сокращённо BOP PAC VI) — многоцелевая органическая бригада (исп. Brigada Orgánica Polivalente, сокращённо BOP) сухопутных войск Испании, входящая в состав дивизии «Сан-Марсиаль». Названа в честь альмогаваров — лёгкой пехоты войска Арагонской короны, участвовавших в конце Реконкисты. До 2015 года носила название 6-я лёгкая пехотная парашютная бригада «Альмогаварес» (исп. Brigada de Infantería Ligera Paracaidista "Almogávares" VI). Также известна под аббревиатурой BRIPAC (сокращение от исп. Brigada Paracaidista — «Парашютная бригада»).

## История
6-я воздушно-десантная бригада, одно из элитных подразделений армии Испании, была образована в 1953 году. Её батальоны называются «бандерами» (исп. bandera — «знамя») по аналогии с подразделениями Испанского легиона. Изначально образованный парашютный батальон вырос в 1965 году до бригады, первым командиром которой стал бригадный генерал Хулио Колома Гальенос (исп. Julio Coloma Gallegos). 25 ноября 1957 года, во время войны Ифни состоялось первое боевое десантирование: 75 солдат совершили прыжки с парашютами, спрыгнув с пяти транспортных самолётов Junkers Ju 52, и приземлились в Тилиуне.

## Боевые возможности
BRIPAC — подразделение с высоким уровнем профессионализма, боевого духа и подготовки, готовое к развертыванию в любое время и в любом месте. Среди его характеристик выделяются:
- Мгновенное развёртывание
- Высокий уровень готовности (две тактические группы)
- Совместные операции
- Вертикальное задействование
- Прыжки с парашютом на большой высоте и раскрытием на малой (HALO) или большой (HAHO) высоте
- Операции в городской местности
- Операции по поддержанию мира
- Ограниченная огневая поддержка

В плане CIMIC (военно-гражданского сотрудничества) бригада заведует следующими вопросами:
- Центр управления вопросами эвакуации
- Центр приема (лагерь беженцев)
- Гуманитарные коридоры
- Оказание помощи гражданам в чрезвычайных ситуациях
- Распространение информации публичного характера

## Организация и миссия
После военных реформ 2015 года бригада была преобразована в многоцелевую бригаду с сохранением прежней структуры и снаряжения — по образцу 2-й бригады Испанского легиона «Король Альфонсо XIII», 7-й бригады «Галисия» и 16-й бригады «Канария» (парашютной осталась только I/4 бандера «Рохер де Флор»).
В структуру входят:
- Генеральный штаб — Паракуэльос-де-Харама
- 8-й кавалерийский полк «Лузитания» — Маринес
  -  Лёгкая бронекавалерийская группа «Сагунто» I/8 (противотанковые САУ Centauro и разведывательные БМП VEC-M1)
- 4-й парашютный полк «Наполес» — Паракуэльос-де-Харама
  -  Парашютная бандера «Рохер де Флор» I/4[7]
  -  Механизированная бандера «Рохер де Лаурия» II/4 (RG-31 Nyala и VAMTAC ST5)
- 5-й пехотный полк «Сарагоса» — Алькантарилья
  -  Механизированная бандера «Ортис де Сарате» OOO/5 (БТР BMR-M1)
- 6-я (воздушно-десантная) группа полевой артиллерии (GACAPAC) — Паракуэльос-де-Харама (буксируемые гаубицы L-118A1)
- 6-й инженерный батальон (BZPAC VI) — Паракуэльос-де-Харама
- 6-й батальон логистики (GL VI) — Паракуэльос-де-Харама

## Обучение
Бойцы бригады проходят обучение выполнению следующих типов миссий:
- Воздушно-десантные операции
- Аэромобильные операции
- Эвакуация гражданских
- Операции за рубежом
- Стандартные пехотные боевые операции
- Парашютные армейские операции

## Потери
За свою историю существования бригада потеряла 183 человека погибшими:
- 47 погибли в бою, в том числе 6 в Ливане в марте 2007 года, один в Афганистане в 2006 году и двое в Афганистане в 2007 году
- 71 погибли в результате несчастных случаев
- 65 погибли при исполнении служебных обязанностей[1]